# Muzeum Szaryskie w Bardejowie
Muzeum Szaryskie w Bardejowie – muzeum regionu Szarysz w Bardejowie na Słowacji.

## Opis
Muzeum powstało w roku 1903 początkowo jako Muzeum Żupy Szaryskiej. Pierwsza ekspozycja i nabytki miały charakter przyrodniczy. Dopiero w roku 1907 w siedzibie miejskiego ratusza otwarto ekspozycję historyczną składającą się z zabytków podarowanych przez instytucje i organizacje kościelne. Muzeum bez większych zmian przetrwało obie wojny światowe. Obecnie jest znane z ekspozycji przyrodniczej, historycznej oraz jednej z największych galerii ikon karpackich w Europie. Posiada ponad 700 tysięcy eksponatów i jest jednym z największych i najstarszych muzeów na Słowacji. Jego oddziałem jest Muzeum Architektury Ludowej w Bardejowie – Zdroju.

## Galeria

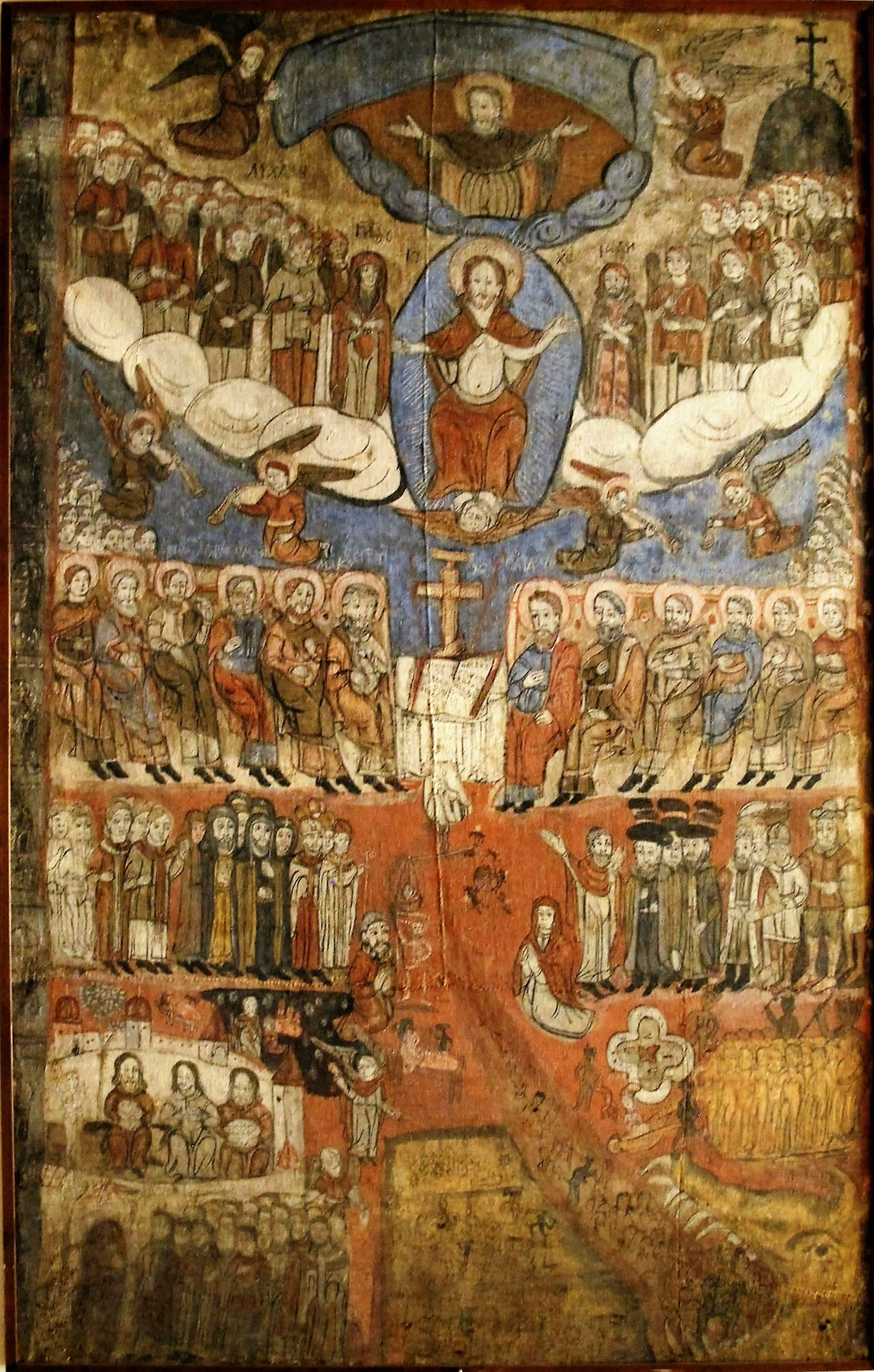
Ikona z przedstawieniem Sądu Ostatecznego
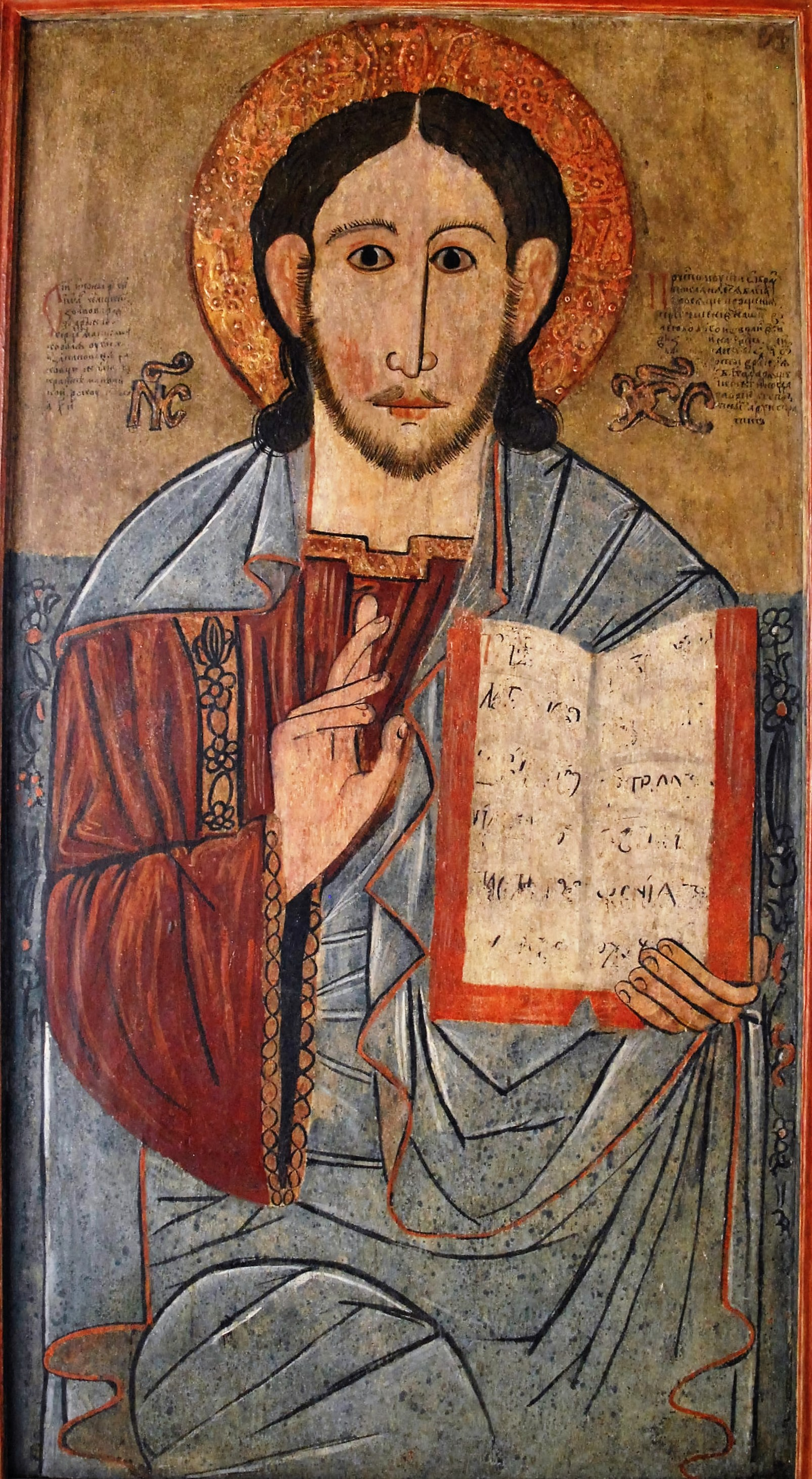
Ikona przedstawiająca Chrystusa Pantokratora
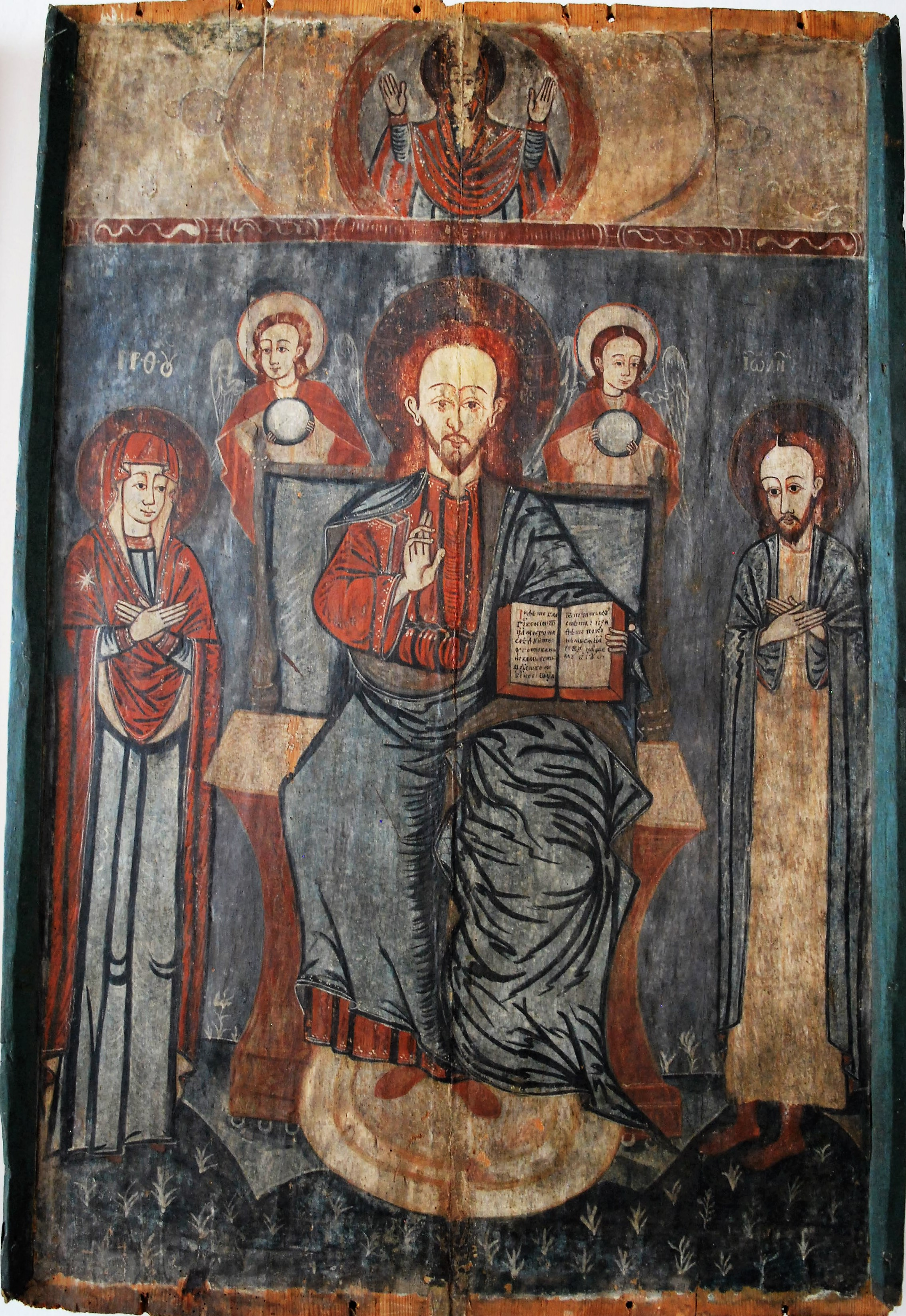
Ikona z przedstawieniem Deesis
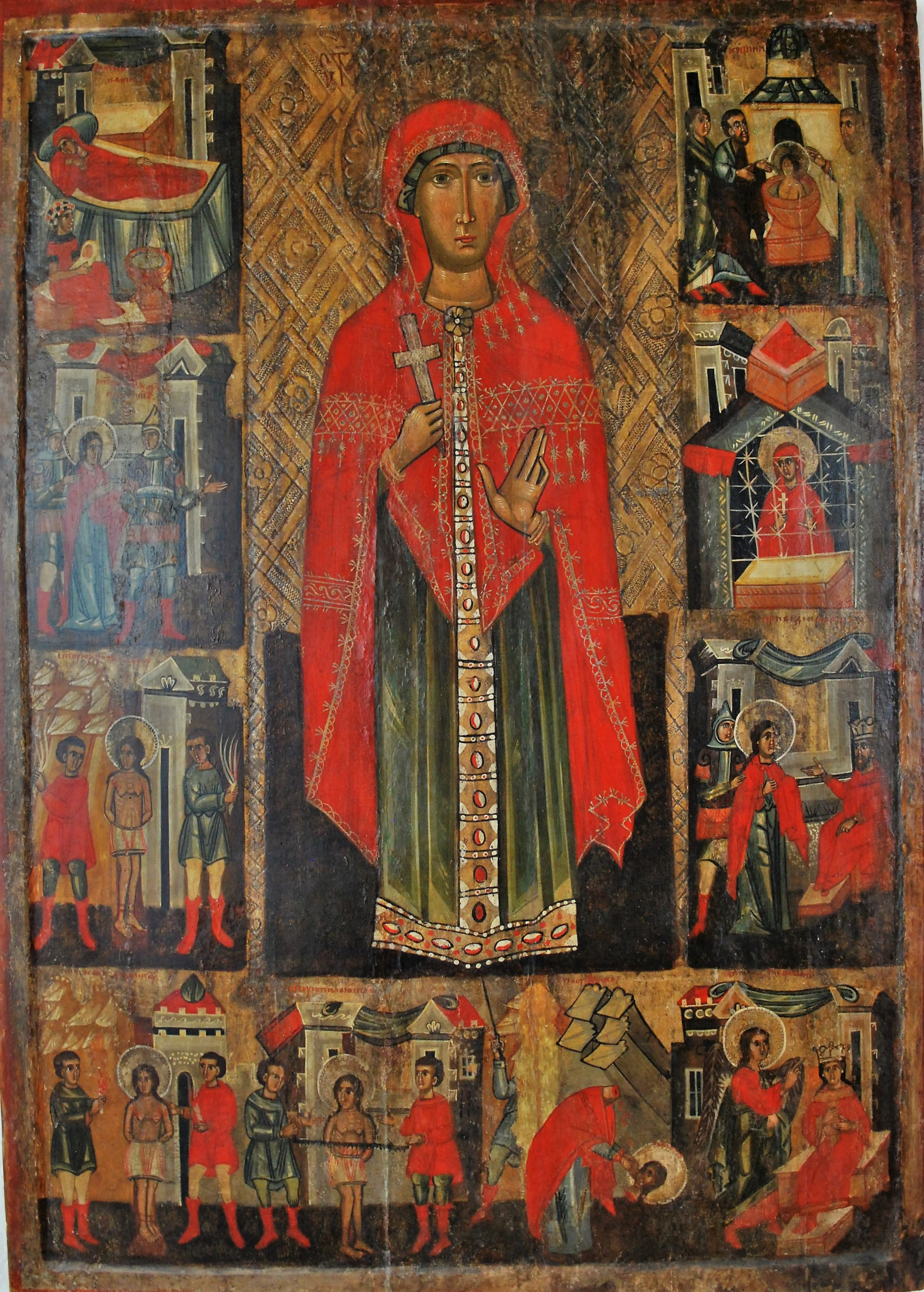
Ikona Święta Paraskiewa
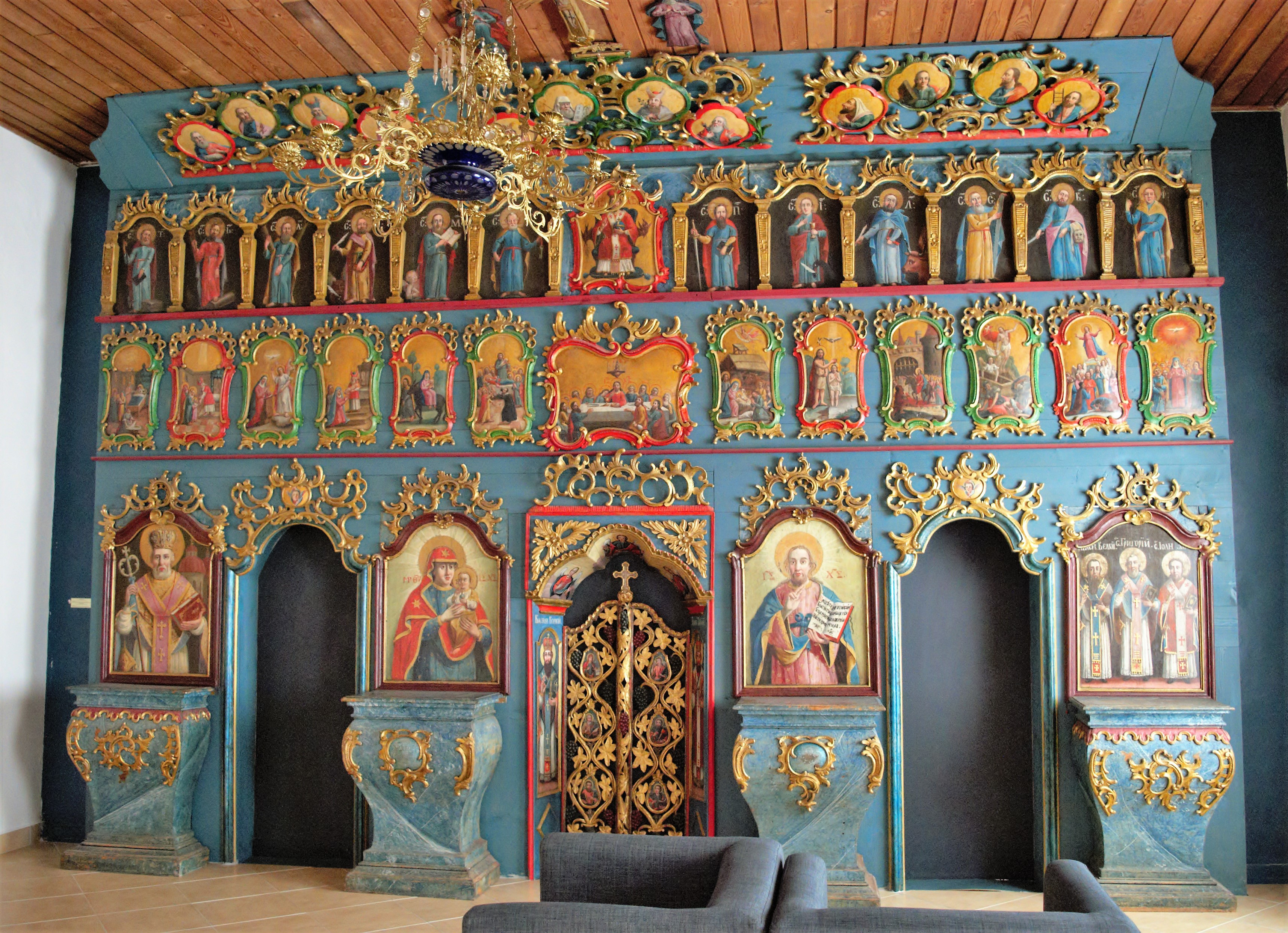
Ikonostas z cerkwi we wsi Zboj na Słowacji
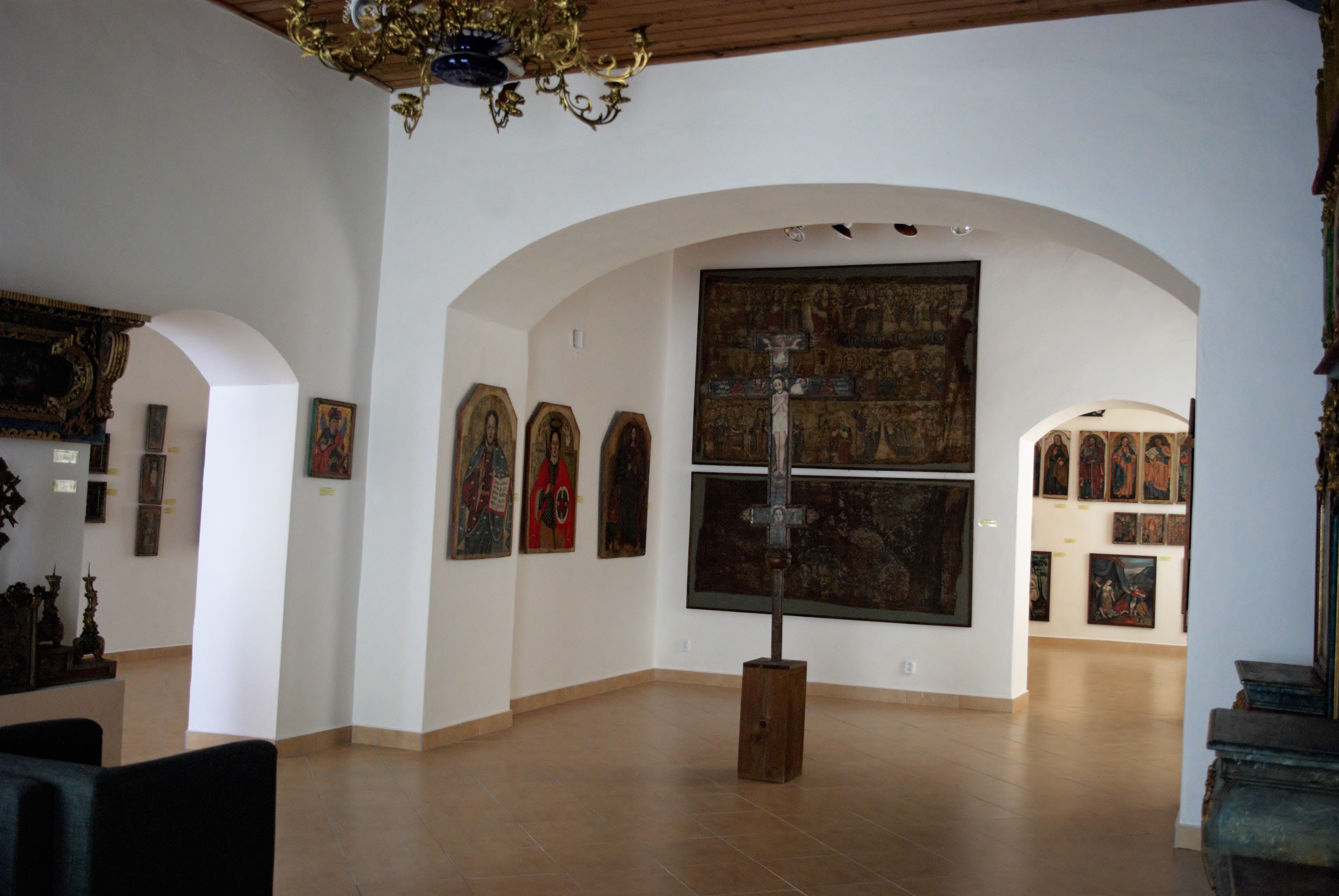
Część ekspozycji ikon